# Happening
Das Happening (englisch; von englisch to happen „geschehen“) ist neben Fluxus eine der wichtigsten Formen der Aktionskunst der 1960er Jahre. Ein Happening ist ein direkt mit dem Publikum improvisiertes Ereignis. Eine der frühen Formen des Happenings ist das Dé-coll/age-Happening. Dazu gehören das Werfen von Gegenständen ins Publikum, Exhibitionismus, Blut- und Farborgien, Zerstören, Zerreißen, Verdrecken von Gegenständen. Ziel ist die durch unterschiedlichste Handlungen verursachte Schockwirkung auf ein Publikum, das in das Ereignis einbezogen wird. Dieses ist dabei Teil der vom Künstler erdachten Aktion. Es wird mit in die künstlerischen Handlungen einbezogen, wobei der Geschehensablauf nicht von vornherein festgelegt ist. Je nach Reaktion der Zuschauer kann unterschiedlich improvisiert werden (wobei Happenings selten vollständig improvisiert sind, sondern durchaus zuvor durchgeprobt werden). Hieraus ergibt sich auch, dass Happenings für gewöhnlich keinen festen zeitlichen Rahmen haben, oftmals weiß das Publikum nicht einmal, wann das Happening beendet ist.
Ein weiteres Merkmal des Happenings ist die Verwendung verschiedener Gegenstände und ihr zufälliges oder gewolltes Nebeneinanderstellen, was auch ein Grundprinzip des Surrealismus ist.

## Geschichte

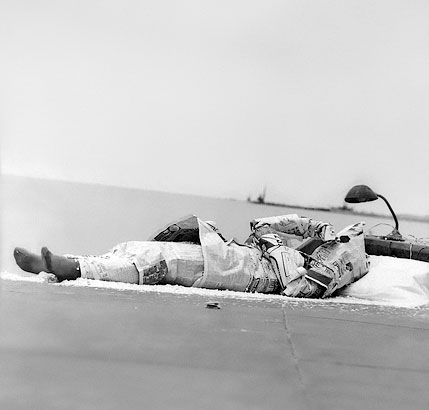
Marta Minujín, Reading the News (1965)

Der Begriff wurde erstmals 1959 von Allan Kaprow für eine Aktion in der New Yorker Reuben Gallery benutzt, die aus 18 Happenings in sechs Teilen bestand. Es gab dabei drei Räume, welche durch Plastikfolie voneinander abgetrennt waren und in denen zur gleichen Zeit die Geschehnisse abliefen. Allerdings hatte Kaprow den Begriff bereits in seinem 1958 veröffentlichten Aufsatz „The Legacy of Jackson Pollock“ verwendet, wo er eine Prognose für die Kunst der Post-Pollock-Generation entwirft.
Ziel der Happening-Künstler war es, den traditionellen Kunstbegriff zu erweitern und die Kunst mit dem alltäglichen Leben zu verbinden. Dabei sollten den Menschen alltägliche Handlungen verdeutlicht und dadurch abstrahiert werden. Die Grenze zwischen Fluxus und Happening ist nicht genau zu definieren, da sich einige Künstler an beiden Aktionsformen orientieren und beteiligen.

### Happening und Fluxus im Rheinland der 1960er Jahre
In den 1960er Jahren entwickelte sich in der Bundesrepublik eine übergreifende und umwälzende kulturelle und geistige Bewegung, die, selbstbewusst und engagiert durch Persönlichkeiten wie Joseph Beuys, Wolf Vostell und den Koreaner Nam June Paik, vorwiegend in Köln zu erleben war und die die Kunst revolutionierte. Die Happenings, die durch ihre provokante Motivation kritische Zeitbekenntnisse schufen, fanden schnell eine Schar von Anhängern. Die Extravaganz, die politischen und soziologischen Bezüge sowie visionäre Prophezeiungen waren Ingredienzien der Happenings von Wolf Vostell. Diese Ereignisse, die alle Sinne in das Happening und in die Fluxus Konzerte einbezogen, das Engagement von Beuys und Vostell, die Koryphäen dieser Kunst-Evolution, waren für viele Kunstliebhaber zu dieser Zeit noch inakzeptabel.
Die Happening- und Fluxus-Aktivisten waren von der Fähigkeit der Menschen überzeugt, mit der Teilnahme an den Happenings und Fluxus-Aktionen, selbst aus ihren eigenen Ressourcen zu schöpfen und sich durch Kreativität zu „vervollkommnen“. Die Teilnahme des Publikums ist ein Bestandteil der Happenings. Frei und autonom stilisierten sich Beuys, Vostell und Paik im Rheinland auch durch die von ihnen entwickelte Videokunst zu bekannten Happening-Künstlern. Betrachtet man die internationalen Kunstmärkte seit den 1970er Jahren bis heute, so ist der Einfluss der Happening- und Fluxus-Bewegung unübersehbar mannigfaltig.

## Bekannte Vertreter
Allan Kaprow, John Cage, George Brecht, Joseph Beuys, Bazon Brock, Wolf Vostell, Yoko Ono, Nam June Paik, Lubo Kristek, Claes Oldenburg, Robin Page, Robert Whitman, Robert Rauschenberg, Red Grooms, Gian Carlo Riccardi, Jim Dine, Al Hansen, Robert Jasper Grootveld, Zentrum für politische Schönheit.

## Filme
- Kunst und Ketchup. Elmar Hügler. Südwestfunk 1966. 45 Minuten.

## Audio
- Experimentelles Theater – Fluxus – Happening – Performance. Sony 2004.